# Geodésia

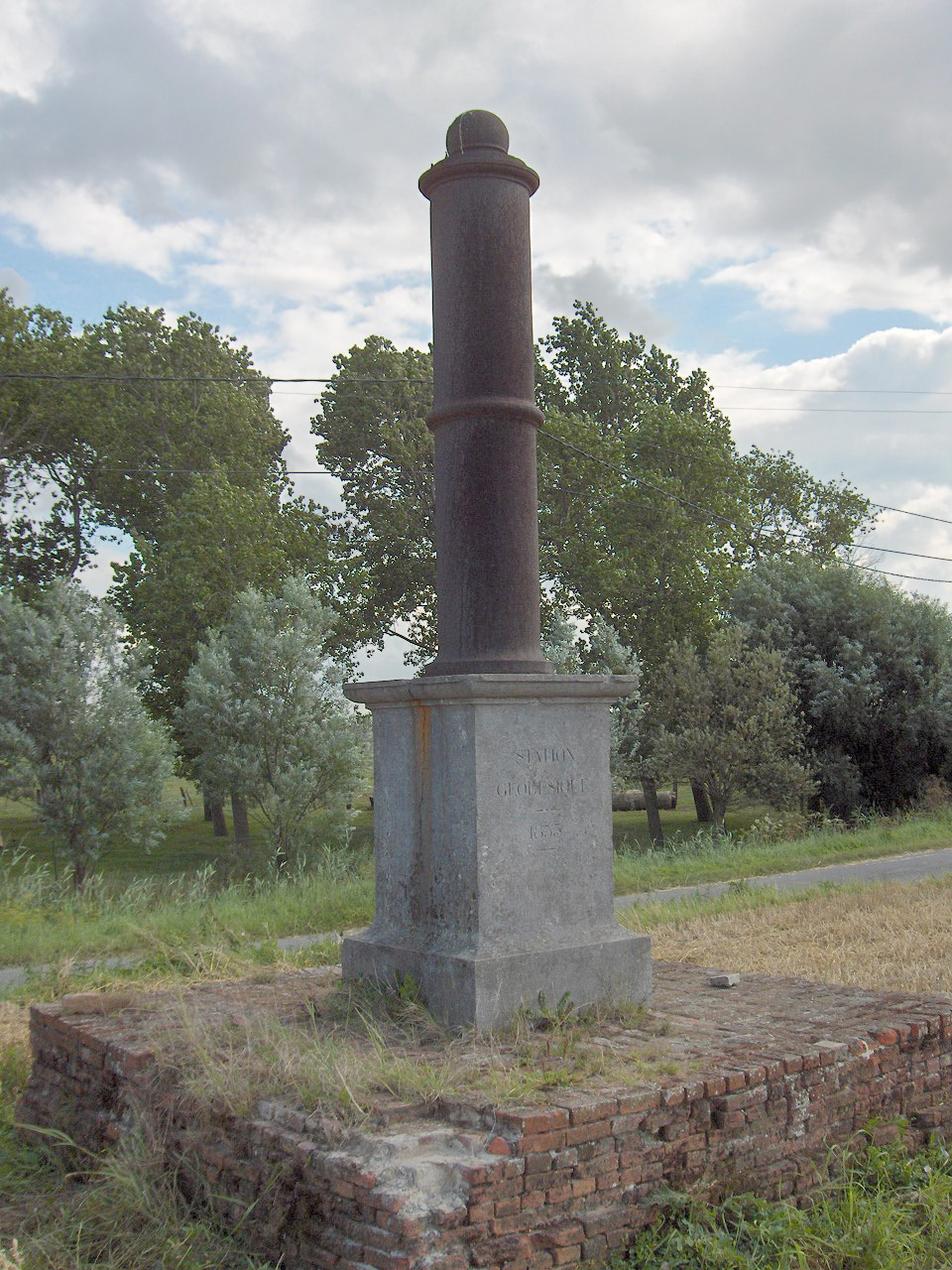
Um marco geodésico (1855) em Oostende, Bélgica.

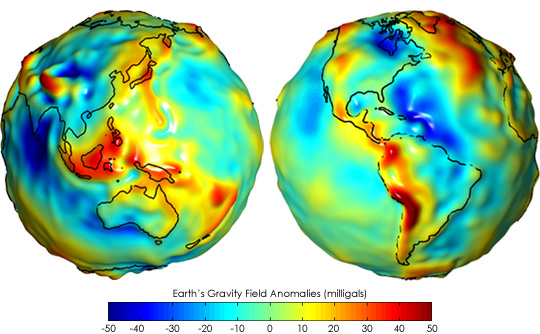
Modelo geodésico com as anomalias gravíticas.

A geodésia (português brasileiro) ou geodesia (português europeu) é um ramo das geociências e da engenharia que trata da medição e da representação da forma e dimensões da Terra (definição clássica de Helmert), seja globalmente ou regionalmente, bem como do seu campo gravitacional e rotação da Terra.
O termo tem origem no grego Γεωδαισία (composto de γη, "terra", e δαιζω, "dividir") e foi usado pela primeira vez por Aristóteles, significando tanto "divisões (geográficas) da terra" como também o ato de dividir a terra (por exemplo entre proprietários).

## Objetivo
A geodesia fornece as suas teorias e os seus resultados de medição e cálculo, dando a referência geométrica para as demais geociências e aplicações, como a geomática, os Sistemas de Informação Geográfica, o cadastro, o planejamento urbano e de obras, as engenharias de construção, a navegação aérea, marítima e rodoviária, aplicações militares e programas espaciais, entre muitos outros exemplos.
A geodesia superior ou geodesia teórica, dividida entre a geodesia física e a matemática, trata de determinar e representar a figura da terra em termos globais; a G Inferior, também chamada geodesia Prática ou Topografia, levanta e representa partes menores da Terra onde a superfície pode ser considerada 'plana'. Para este fim, podemos considerar algumas Ciências auxiliares, como é o caso da cartografia, da fotogrametria e do Ajustamento e Teoria de Erros de Observação, cada uma com diversas subáreas.
Além das disciplinas da geodesia científica, existem uma série de disciplinas técnicas que tratam problemas da organização, administração pública ou aplicação de medições geodésicas, por exemplo, a cartografia sistemática, o cadastro imobiliário, o saneamento rural, as medições de engenharia ou o geoprocessamento.
A observação e descrição do 'campo de gravidade' e sua variação temporal, atualmente, é considerada o problema de maior interesse na geodesia teórica. A direção da força de gravidade num ponto, produzido pela rotação da Terra e pelas massas terrestres, como também das massas do Sol, da Lua e dos outros planetas, e o mesmo como a direção da vertical (ou do prumo) em algum ponto. A direção do campo de gravidade e a direção vertical são idênticas. As superfícies perpendiculares a estas direções são superfícies equipotenciais. Uma destas superfícies equipotenciais é chamada geoide - é aquela superfície que mais se aproxima do nível médio das águas do mar. O problema da determinação da figura terrestre é resolvido para um determinado momento se for conhecido o campo de gravidade dentro de um sistema espacial de coordenadas. Este campo de gravidade também sofre alterações causadas pela rotação da Terra e também pelos movimentos dos planetas (marés). Conforme o ritmo das marés marítimas, também a crosta terrestre, por causa das mesmas forças, sofre deformações elásticas: as marés terrestres. Para uma determinação do geoide, livre de hipóteses, precisa-se em primeiro lugar de medições gravimétricas - além de medições astronômicas, triangulações, nivelamentos geométricos e trigonométricos e observações de satélites.
A maior parte das medições geodésicas aplica-se na superfície terrestre, onde, para fins de determinações planimétricas, são marcados pontos de uma 'rede de triangulação'. Com os métodos precisos da geodesia matemática projetam-se estes pontos numa superfície geométrica, que matematicamente deve ser bem definida. Para este fim costuma-se definir um elipsoide de rotação (ou de revolução ou referência). Existe uma série de elipsoides que antes foram definidos para as necessidades de apenas um país, ou para os continentes, hoje para o globo inteiro, em primeiro lugar definidos em projetos geodésicos internacionais e a aplicação dos métodos da geodesia de satélites. Além do sistema de referência planimétrica (rede de triangulação e elipsoide de rotação), existe um segundo sistema de referência: o sistema de superfícies equipotenciais e linhas verticais para as medições altimétricas. Segundo a definição geodésica, a altura de um ponto é o comprimento da linha das verticais (curva) entre um ponto {\displaystyle P} e o geoide (altitude geodésica). Também se pode descrever a altura do ponto {\displaystyle P} como a diferença de potencial entre o geoide e aquela superfície equipotencial que contém o ponto {\displaystyle P}. Esta altura é chamada cota geopotencial. Cotas geopotenciais têm a vantagem, comparando-as com altitudes métricas ou ortométricas, de poderem ser determinadas com alta precisão sem conhecimentos da forma do geoide (nivelamento). Por esta razão, nos projetos de nivelamento de grandes áreas, como continentes, costumam-se usar cotas geopotenciais, como no caso da compensação da 'Rede única de Altimetria da Europa'. No caso de ter uma quantidade suficiente, tanto de pontos planimétricos, como também altimétricos, pode-se determinar o modelo local do geoide naquela área.
A área desta ciência que trata da definição local ou global da figura terrestre geralmente é chamada geodesia física, para aquela área, ou para suas subáreas. Também se usam termos como geodesia dinâmica, geodesia por satélite, gravimetria, geodesia astronômica, geodesia clássica, geodesia tridimensional.
Na geodesia matemática formulam-se os métodos e as técnicas para a construção e o cálculo das coordenadas de redes de pontos de referência para o levantamento de um país ou de uma região. Estas redes podem ser referenciadas para novas redes de ordem inferior e para medições topográficas e cadastrais. Para os cálculos planimétricos modernos usam-se três diferentes sistemas de coordenadas, os quais foram definidos como 'projeções conformes' da rede geográfica de coordenadas: a projeção estereográfica, para áreas de pequena extensão, a projeção de Lambert, para países com grandes extensões na direção oeste-leste e a projeção transversal de Gauss (p.e. UTM), para áreas com maiores extensões meridionais. Segundo a resolução da IUGG (Roma, 1954) cada país pode definir seu próprio sistema de referência altimétrica. Estes sistemas também são chamadas 'sistemas altimétricos de uso'. Tais 'sistemas de uso' são, p.e., as altitudes ortométricas, que são o comprimento da linha vertical entre um ponto {\displaystyle P} e o ponto {\displaystyle P'}, que é a interseção daquela linha das verticais com o geoide. Se determina tal altura como a cota geopotencial através da relação, onde é a média das acelerações de gravidade acompanhando a linha {\displaystyle PP'}, um valor que não é mensurável diretamente, e para determiná-lo precisa-se de mais informações sobre a variação das massas no interior da Terra. As altitudes ortométricas são exatamente definidas, embora o seu valor numérico determina-se apenas aproximadamente. Para essa aproximação usa-se também a relação (fórmula) onde a constante é a média das acelerações de gravidade.[carece de fontes?]

## História

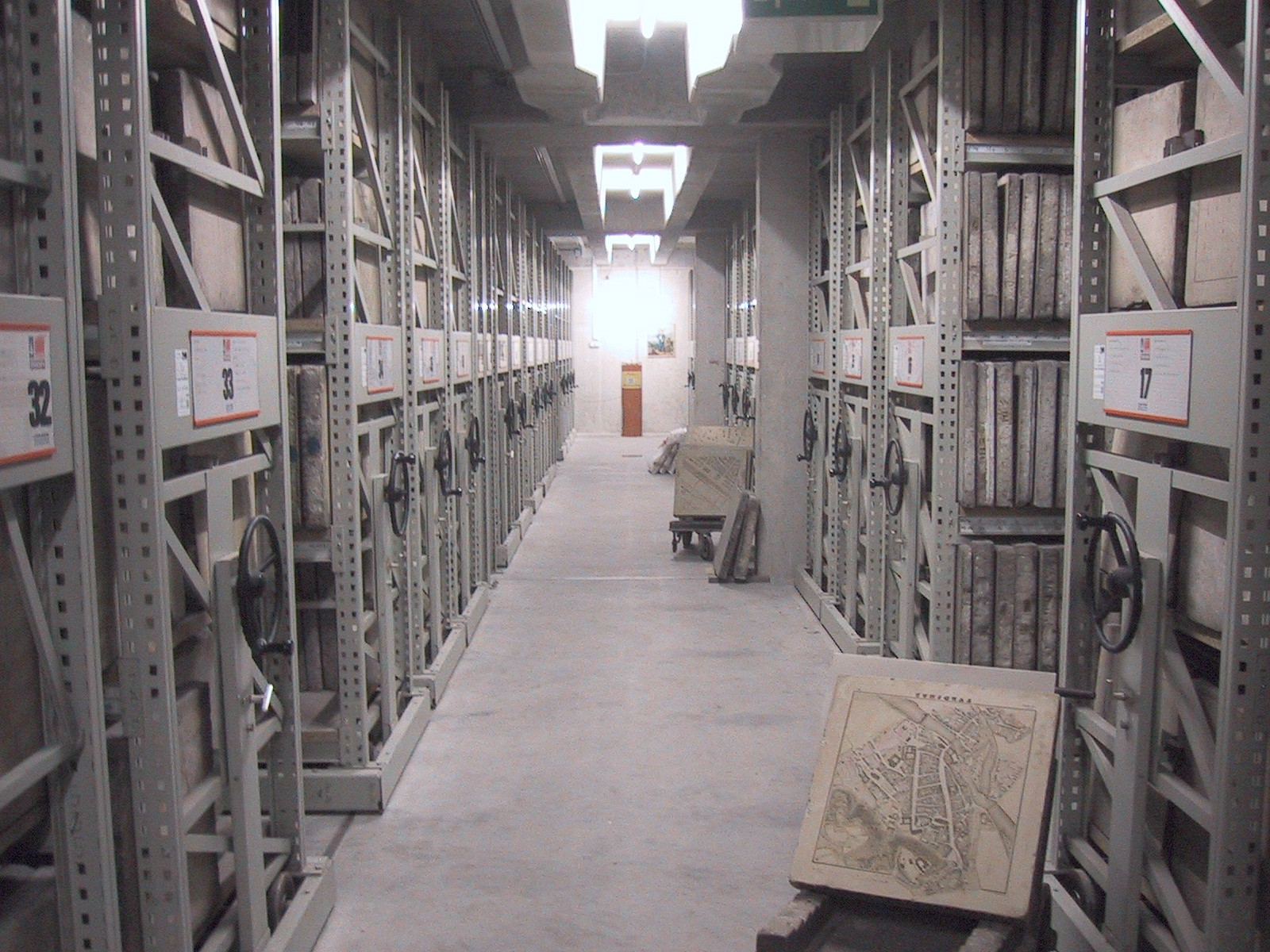
Um arquivo com placas de litografia de mapas da Baviera, em Munique.

### Época Antiga e Idade Média
Tendo a mesma origem da geometria, foi desenvolvida nas altas culturas do Oriente Médio, com o propósito de levantar e dividir as propriedades em parcelas. As fórmulas usadas para calcular áreas, geralmente empíricas, foram usadas pelos agrimensores romanos e encontram-se também nos livros gregos, p.e. de Heron de Alexandria, que inventou a 'dioptra', o primeiro instrumento geodésico de precisão, que também permitia o nivelamento que aumentava a série de instrumentos da Geodésia (groma, gnómon, mira, trena). Aperfeiçoou ainda o instrumento de Ktesíbios para medir grandes distâncias. Alexandre Magno ainda levou 'Bematistas' para levantar os territórios conquistados. Depois de descobrir a forma esférica da terra, Eratóstenes determinou pela primeira vez o diâmetro do globo terrestre. Hiparco, Heron e Ptolomeu determinavam a longitude geográfica observando eclipses lunares, no mesmo instante, em dois pontos cuja distância já era conhecida por medições. Estes métodos foram transferidos para a Idade Média através dos livros dos agrimensores romanos e pelos árabes, que também usavam o astrolábio, o quadrante e o 'bastão de Jacobo' para tarefas geodésicas. Entre os instrumentos, a partir do século XIII, encontra-se também a bússola. No século XVI, S. Münster e  R. Gemma Frisius, desenvolveram os métodos da interseção que permitia o levantamento de grandes áreas. O nível hidrostático de Heron, há vários séculos esquecido, foi reinventado no século XVII.

### Época moderna
Uma nova era da Geodésia começou no ano 1617, quando o holandês Snellius inventou a triangulação para o levantamento de áreas grandes como regiões ou países. A primeira aplicação da triangulação foi o levantamento de Württemberg por Schickhardt. Nesta época, a geodésia foi redefinida como 'a ciência e tecnologia da medição e da determinação da figura terrestre'. Jean Picard realizou a primeira medição de arco no sul de Paris, cujos resultados iniciaram uma disputa científica sobre a geometria da figura terrestre. O elipsoide de rotação, achatado nos polos, foi definido por Isaac Newton em 1687, à base da sua hipótese de gravitação, e Huygens em 1690, à base da teoria cartesiana do redemoinho. A forma de um elipsoide combinou também com algumas observações antes inexplicáveis, por exemplo o atraso de um relógio pendular em Cayenne, calibrado em Paris, observado por Jean Richer em 1672, ou o fato do pêndulo do segundo, cujo comprimento aumenta, aproximando-se da linha do equador. A Académie des sciences de Paris mandou realizar medições de arcos meridianos em duas diferentes latitudes do globo, uma (1735-45 e 1751) por P. Bouguer e Ch. M. de la Condamine no norte do Vice-Reino do Peru (hoje Equador), e outra 1736/1737 na Finlândia, por P. L. Maupertuis, A. C. Clairaut e A. Celsius. Estas medições tinham como único fim a confirmação da tese de Newton e Huygens, aplicando os últimos conhecimentos da astronomia e os métodos mais modernos de medição e retificação da época, como constantes astronômicas aperfeiçoadas (precessão, aberração da luz, refração atmosférica), nutação do eixo terrestre, medição da constante de gravitação com pêndulos e a correção do desvio da vertical, 1738 observado pela primeira vez por Bouguer nas medições no Chimborazo (Equador). Junto com a remedição do 'arco de Paris' por Cassini de Thury e N. L. de la Caille a retificação das observações confirmou o achatamento do globo terrestre, e com isso, o elipsoide de rotação como figura matemática e primeira aproximação na geometria da terra. 1743, Clairaut publicou os resultados na sua obra clássica sobre a geodésia Nos anos seguintes a base teórica foi aperfeiçoada, em primeiro lugar por d'Alembert ('Determinação do Achatamento da Terra através da Precesão e Nutação') e também por Laplace, que determinou o achatamento unicamente através de observações do movimento da Lua, tomando em conta a variação da densidade da Terra. O desenvolvimento do 'cálculo de probabilidades' (Laplace, 1818) e do 'método dos mínimos quadrados' (C. F. Gauss, 1809) aperfeiçoaram a retificação de observações e melhoraram os resultados das triangulações. O século XIX começou com o descobrimento de Laplace, que a figura física da terra é diferente do elipsoide de rotação, comprovado pela observação de desvios da vertical como diferenças entre latitudes astronômicas e geodésicas. Em 1873, J. B. Listings usou, pela primeira vez, o nome 'geoide' para a figura física da terra. O final do século foi marcado pelos grandes trabalhos de 'medições de arcos meridianos' (como a do Arco Geodésico de Struve) dos geodesistas junto com os astrônomos, para determinar os parâmetros daquele elipsoide que tem a melhor aproximação com a terra física. Os elipsoides mais importantes eram os de Bessel (1841) e de Clarke (1886 e 1880).

### No Século XX
A geodésia moderna começa com os trabalhos de Helmert, que usou o método de superfícies, em lugar do método de 'medição de arcos' e estendeu o teorema de Claireau para elipsoides de rotação introduzindo o 'esferoide normal'. 1909, Hayford aplicou este método para o território inteiro dos Estados Unidos. No século XX, se formaram associações para realizar projetos de dimensão global como a 'Association géodésique internationale' (1886-1917, Central em Potsdam) ou a 'L'Union géodésique et géophysique internationale' (1919). A Geodésia recebeu novos impulsos através do envolvimento com a computação, que facilitou o ajustamento de redes continentais de triangulação, e dos satélites artificiais para a medição de redes globais de triangulação e para melhorar o conhecimento sobre o geoide. H. Wolf descreveu a base teórica para um modelo livre de hipôteses de uma 'geodésia tri-dimensional' que, em forma do WGS84, facilitou a definição de posições, medindo as distâncias espaciais entre vários pontos via GPS, e consequentemente veio o fim da triangulação, e a fusão entre a 'geodésia Superior' e a 'geodésia Inferior' (a topografia). Na discussão para as tarefas para o futuro próximo, encontra-se a determinação do geoide como superfície equipotencial acima e abaixo da superfície física da terra (W=0) e a 'geodésia dinâmica' para determinar a variação da figura terrestre com o tempo para fins teóricos (dados de observação para a comprovação da teoria de Wegener) e práticos (pré-determinação de sismos, etc.).

## Organizações científicas
Ainda que no século XIX apenas a Europa contasse com organizações científicas ou técnicas de geodésia, hoje, existem em quase todos os países do mundo. Muitos têm organizações independentes para subdisciplinas como da cartografia, fotogrametria, topografia, geodésia mineira, cadastro imobiliário, etc, como no caso do Brasil, onde os geodesistas estão organizados na 'Sociedade Brasileira de Cartografia, e também na 'Federação Nacional de Engenheiros Agrimensores'. Ao nível global, em primeiro lugar, é a 'Fédération Internationale des Géomètres',que coordena projetos continentais ou globais e que organiza o intercâmbio de informações e opiniões. A FIG também é membro da International Union of Geodesy and Geophysics para coordenar projetos comuns com a participação das disciplinas vizinhas.
As subdisciplinas da geodésia também contam com organizações globais. No caso da fotogrametria, a 'International Society of Photogrammetry and Remote Sensing' na área da cartografia, a 'International Cartographic Association',que coordena projetos internacionais de mapeamento continental ou global. A SBC está associada a todas as três organizações internacionais e também participa com projetos cartográficos das Nações Unidas.

## Ensino

### Em Portugal
Em Portugal a Geodesia é dada como disciplina central nos cursos de licenciatura de 5 anos de Engenharia Geográfica (atualmente também denominada Engenharia Geoespacial) nas Universidades de Coimbra, Lisboa, Porto e no Instituto Politécnico da Guarda (IPG).

### Na América do Sul
Na América do Sul existem faculdades de Geodésia em vários países. No Brasil, a Geodésia está representada nos cursos de Geografia, Engenharia de Agrimensura, Engenharia Cartográfica, Engenharia de Agrimensura e Cartográfica e Engenharia Cartográfica e de Agrimensura nas universidades públicas (quase a totalidade) e privadas. Nos outros países do subcontinente na Argentina (Buenos Aires, La Plata, Cordoba, Rosário, Santa Fé, Tucuman, San Juan), na Venezuela (Maracaibo, La Universidade del Zulia), no Peru (Puno), na Colômbia (Bogotá), no Uruguai (Montevideo), no Chile o título do profissional em geodésia é Geomensor que pode ser obtido nas universidades de Santiago, Antofagasta e Los Angeles.

## Sistemas de Referência Geodésica
- SAD69 (South American Datum 1969) Elipsoide IUGG 1967
- WGS84 (World Geodetic System 1984) Elipsoide WGS 1984
- SIRGAS2000 (Sistema de Referência Geocêntrico para as Américas 2000) Elipsoide GRS 1980
- Datum 73 (Datum para Portugal 1973) Elipsoide IUGG 1924

## Métodos e atividades geodésicas
- Altimetria
- Estacionamento livre
- Geodésia por satélite
- Gravimetria
- Interseção inversa, interseção direta, interseção de arcos
- Laserscanning
- Levantamento aéreo
- Levantamento topográfico
- Locação
- Mapeamento
- Poligonação (polígono)
- Posicionamento astronômico
- Posicionamento por satélite
- Rede de referência geodésica
- Sensoriamento remoto (em Portugal detecção remota)
- Triangulação, Trilateração

## Instrumentos geodésicos
- Baliza
- Bússola
- Câmara métrica
- Câmara aéreofotogramétrica
- Distanciômetro
- Estação total
- Fototeodolito
- Giroscópio
- Gravímetro
- Laserscanner
- Mira
- Nível
- Pentaprisma
- Prisma ou refletor
- Prumo
- Receptor para o  GPS, GLONASS e Galileo
- Sextante
- Taqueômetro
- Teodolito
- Trena
- VANT

#### Instrumentos históricos
- Groma
- Dioptra